# Campeonato Europeu de Corrida de Montanha de 2018
O 24º Campeonato Europeu de Corrida de Montanha de 2018 foi organizada pela Associação Europeia de Atletismo na cidade de Skopje,  na Macedônia, no dia 1 de julho de 2018. Contou com a presença de 239 atletas em quatro categorias, tendo como destaque a Itália com sete medalhas, sendo quatro de ouro.

## Resultados
Esses foram os resultados da competição.

### Sênior masculino
Individual 
| Posição           | Atleta            | País        | Tempo |
| ----------------- | ----------------- | ----------- | ----- |
| Medalha de ouro   | Bernard Dematteis | Itália      | 46:51 |
| Medalha de prata  | Cesare Maestri    | Itália      | 47:18 |
| Medalha de bronze | Martin Dematteis  | Itália      | 47:47 |
| 4                 | Ferhat Bozkurt    | Turquia     | 48:00 |
| 5                 | Andrew Douglas    | Reino Unido | 48:14 |
| 6                 | Christian Mathys  | Suíça       | 48:34 |
| 7                 | Emmanuel Meyssat  | França      | 48:47 |
| 8                 | Francesco Puppi   | Itália      | 49:25 |

Equipe
| Posição           | Equipe      | Pontos |
| ----------------- | ----------- | ------ |
| Medalha de ouro   | Itália      | 6      |
| Medalha de prata  | Reino Unido | 28     |
| Medalha de bronze | França      | 37     |

### Sênior feminino
Individual 
| Posição           | Atleta             | País        | Tempo |
| ----------------- | ------------------ | ----------- | ----- |
| Medalha de ouro   | Maude Mathys       | Suíça       | 52:32 |
| Medalha de prata  | Anais Sabrié       | França      | 56:41 |
| Medalha de bronze | Emma Gould         | Reino Unido | 57:48 |
| 4                 | Eli Anne Dvergsdal | Noruega     | 57:53 |
| 5                 | Lucie Maršánová    | Chéquia     | 57:54 |
| 6                 | Elise Poncet       | França      | 57:54 |
| 7                 | Domenika Mayer     | Alemanha    | 57:57 |
| 8                 | Sarah Mccormack    | Irlanda     | 58:01 |

### Júnior masculino
Individual 
| Posição           | Atleta          | País        | Tempo |
| ----------------- | --------------- | ----------- | ----- |
| Medalha de ouro   | Gabriel Bularda | Roménia     | 25:45 |
| Medalha de prata  | Joseph Dugdale  | Reino Unido | 25:52 |
| Medalha de bronze | Giovanni Rossi  | Itália      | 25:57 |

Equipe
| Posição           | Equipe      | Pontos |
| ----------------- | ----------- | ------ |
| Medalha de ouro   | Reino Unido | 17     |
| Medalha de prata  | Turquia     | 22     |
| Medalha de bronze | França      | 25     |

### Júnior feminino
Individual 
| Posição           | Atleta         | País        | Tempo |
| ----------------- | -------------- | ----------- | ----- |
| Medalha de ouro   | Angela Mattevi | Itália      | 29:30 |
| Medalha de prata  | Anna Macfadyen | Reino Unido | 30:24 |
| Medalha de bronze | Scarlet Dale   | Reino Unido | 30:30 |

Equipe
| Posição           | Equipe      | Pontos |
| ----------------- | ----------- | ------ |
| Medalha de ouro   | Itália      | 12     |
| Medalha de prata  | Reino Unido | 13     |
| Medalha de bronze | França      | 27     |

## Quadro de medalhas
| Ordem  | País        | Medalha de ouro | Medalha de prata | Medalha de bronze | Total |
| ------ | ----------- | --------------- | ---------------- | ----------------- | ----- |
| 1      | Itália      | 4               | 1                | 2                 | 7     |
| 2      | Reino Unido | 1               | 4                | 3                 | 8     |
| 3      | França      | 1               | 1                | 3                 | 5     |
| 4      | Roménia     | 1               | 0                | 0                 | 1     |
| 4      | Suíça       | 1               | 0                | 0                 | 1     |
| 6      | Turquia     | 0               | 1                | 0                 | 1     |
| 6      | Chéquia     | 0               | 1                | 0                 | 1     |
| Totale | Totale      | 8               | 8                | 8                 | 24    |